# Naturschutzgebiet Hardtkopfsiepen
Das Naturschutzgebiet Hardtkopfsiepen mit einer Größe von 0,9 ha liegt nordöstlich von Alme im Stadtgebiet von Brilon. Das Gebiet wurde 2001 mit dem Landschaftsplan Hoppecketal durch den Hochsauerlandkreis als Naturschutzgebiet (NSG) ausgewiesen. Das NSG gehört seit 2023 zum Vogelschutzgebiet Diemel- und Hoppecketal mit angrenzenden Wäldern.

## Gebietsbeschreibung
Beim NSG handelt es sich um zwei Quellarme eines namenlosen Baches. Der südliche Quellarm ist mit Roterlenwald bedeckt. Der nördliche Quellarm ist eine binsenreiche Nassweide. Im NSG kommen seltene Tier- und Pflanzenarten vor.
Das Landesamt für Natur, Umwelt und Verbraucherschutz Nordrhein-Westfalen konnte Pflanzenarten wie Bitteres Schaumkraut, Brennender Hahnenfuß, Flatter-Binse, Gemeines Beckenmoos, Hain-Gilbweiderich, Hain-Sternmiere, Hirse-Segge, Riesen-Schwingel, Sparriges Torfmoos, Spitzblütige Binse, Stern-Segge, Sumpf-Helmkraut, Sumpf-Veilchen, Wald-Schachtelhalm, Winkel-Segge und Zottiges Weidenröschen nachweisen.

## Schutzzweck
Das NSG soll die Quellbiotope schützen. Wie bei allen Naturschutzgebieten in Deutschland wurde in der Schutzausweisung darauf hingewiesen, dass das Gebiet „wegen der Seltenheit, besonderen Eigenart und Schönheit des Gebietes“ zum Naturschutzgebiet wurde.
Der Landschaftsplan führt zum speziellen Schutzzweck auf: „Erhaltung und Optimierung von Quellbiotopen sowie den nachfolgenden, naturnahen Gewässerstrecken als Lebensräume mit hoher Artenvielfalt und dem Vorkommen gefährdeter Pflanzenarten; Schutz der besonderen Eigenart und Schönheit dieser Kerbtälchen von lokaler Bedeutung.“